# Schmidt Spiele
Pour les articles homonymes, voir Schmidt.
Schmidt (ou Schmidt Spiele) est une société allemande spécialisée dans les jouets, les puzzles et les jeux de société pour enfants, familles ou adultes.
Son fondateur Josef Friedrich Schmidt s'est fait connaître en 1907-1908 par son adaptation du Ludo appelée Mensch ärgere dich nicht, toujours édité en français sous le nom T'en fais pas.
Schmidt a publié des jeux réputés comme Acquire et Dampfross.
Il existait une filiale française au développement indépendant. Elle appartient maintenant au groupe France Cartes.
En 1997, Schmidt a connu des difficultés économiques et a été repris par l'éditeur berlinois Blatz qui continue à utiliser la marque,,. Schmidt distribue les jeux de la maison Hans im Glück, dont plusieurs titres ont été primés en Allemagne. En France et en Allemagne, Schmidt distribue depuis 2007 les jeux Adlung.

## Quelques jeux édités par Schmidt
- Acquire ou Grand Hôtel, 1962, Sid Sackson, Essener Feder  1993
- Bazaar, 1967, Sid Sackson
- Fantômes ou Fantômes, 1982, Alex Randolph
- Chill, première édition, 1984, Pacesetter
- Dampfross, 1984, David G. Watts, Spiel des Jahres  1994
- L'Œil noir première édition (ou Das Schwarze Auge, ou DSA1), 1984, Ulrich Kiesow
- Ambition, 1987, Gilles Monnet et Yves Hirschfeld
- Le Gang des tractions-avant, 1989, Serge Laget et Alain Munoz, Pion d'or jeux & stratégie  1985
- Les mariés de l'A2 1989 célèbre jeu télévisé diffusés sur  Antenne 2
- Snarps, 1990, Dominique Ehrhard, Pion d'or jeux & stratégie  1989
- Gold Connection, 1992, Sid Sackson
- Terrace, 1992, Anton Dresden et Buzz Siler, Mensa Select Mind Games  1992
- Doc et Difool 1993,Adaptation de Lovin'Fun Célèbre émission de Fun Radio
- Tyrannausorus Rex, 1993, Sylvie Barc et Jean-Charles Rodriguez
- Kohle, Kies & Knete, 1994, Sid Sackson
- Continuo, 1995, Maureen Hiron, Mensa Select Mind Games  1995
- Visionary, 1997, Ron Dubren
- Schotten-Totten, 1998, Reiner Knizia
- Carcassonne, 2000, Klaus-Jürgen Wrede, Spiel des Jahres  2001, Deutscher Spiele Preis  2001
- Capitol, 2001, Alan R. Moon et Aaron Weissblum
- Lumberjack, 2002, Alan R. Moon et Aaron Weissblum
- Stop it, 2002, Alan R. Moon et Aaron Weissblum
- Europa Tour, 2003, Alan R. Moon et Aaron Weissblum, Mensa Select Mind Games  2004
- Oasis, 2004, Alan R. Moon et Aaron Weissblum
- Diamant, 2005, Alan R. Moon et Bruno Faidutti, Trophée Flip  toutes catégories 2005, Japan Boardgame Prize  débutants 2005
- Aquädukt (Aqueduc), 2005, Bernhard Weber